# Screen Australia

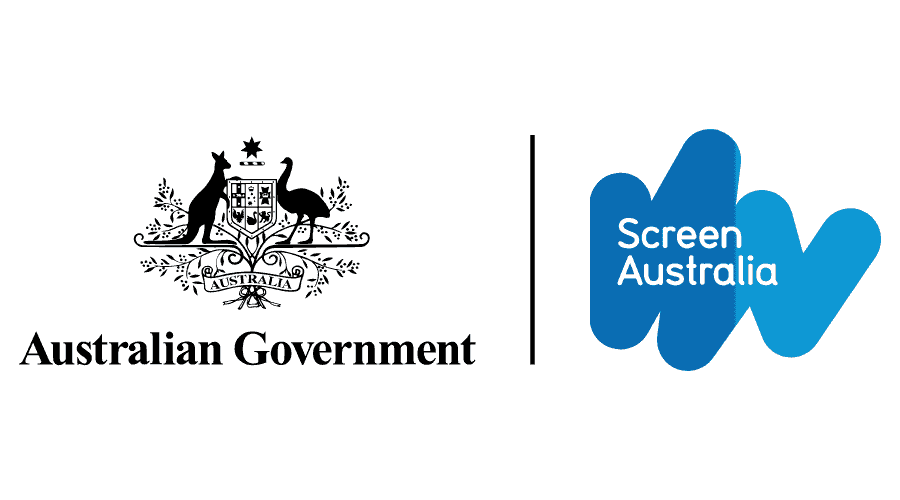
Logo Screen Australia

Screen Australia è un ente governativo australiano istituito durante luglio 2008 con il compito di fornire aiuto economico a livello locale per piccole e medie produzioni cinematografiche e televisive, documentari e altri media.

## Storia
Nasce dalla fusione di tre importanti organi impegnati nel settore del finanziamento e dello sviluppo del cinema australiano, l'Australian Film Commission, la Film Australia e Film Finance Corporation Australia.
L'ente è finanziato direttamente dal governo federale australiano, che ha istituito un apposito fondo monetario del quale cineasti natii del paese possono richiederne uso.